# Kalagonal, Hungund
Kalagonal là một làng thuộc tehsil Hungund, huyện Bagalkot, bang Karnataka, Ấn Độ.